# Chříč

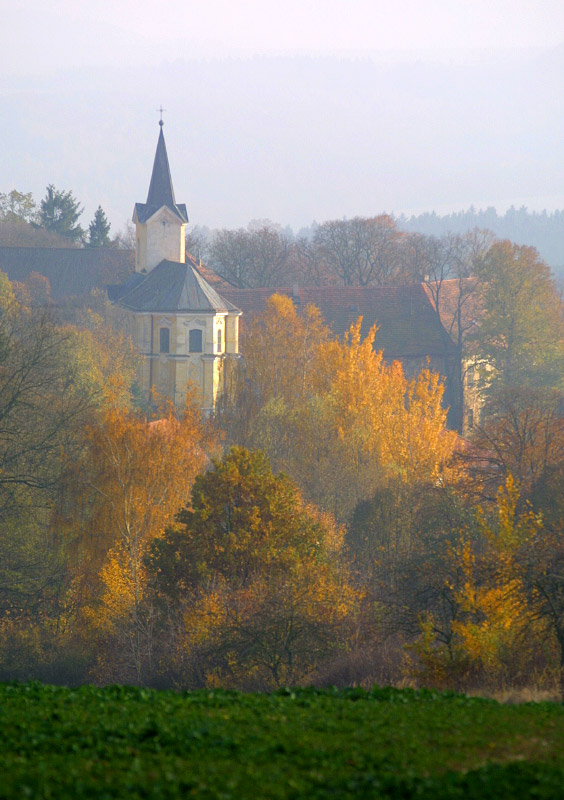
Kirche des hl. Johannes von Nepomuk

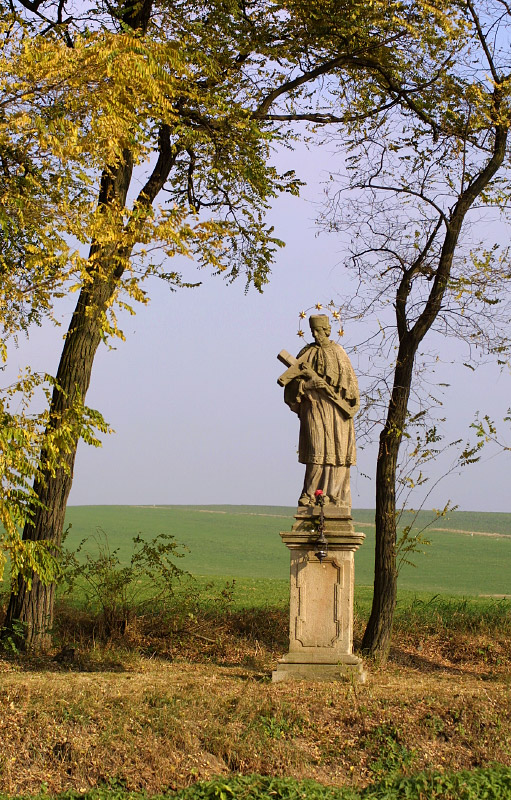
Statue des hl. Johannes von Nepomuk

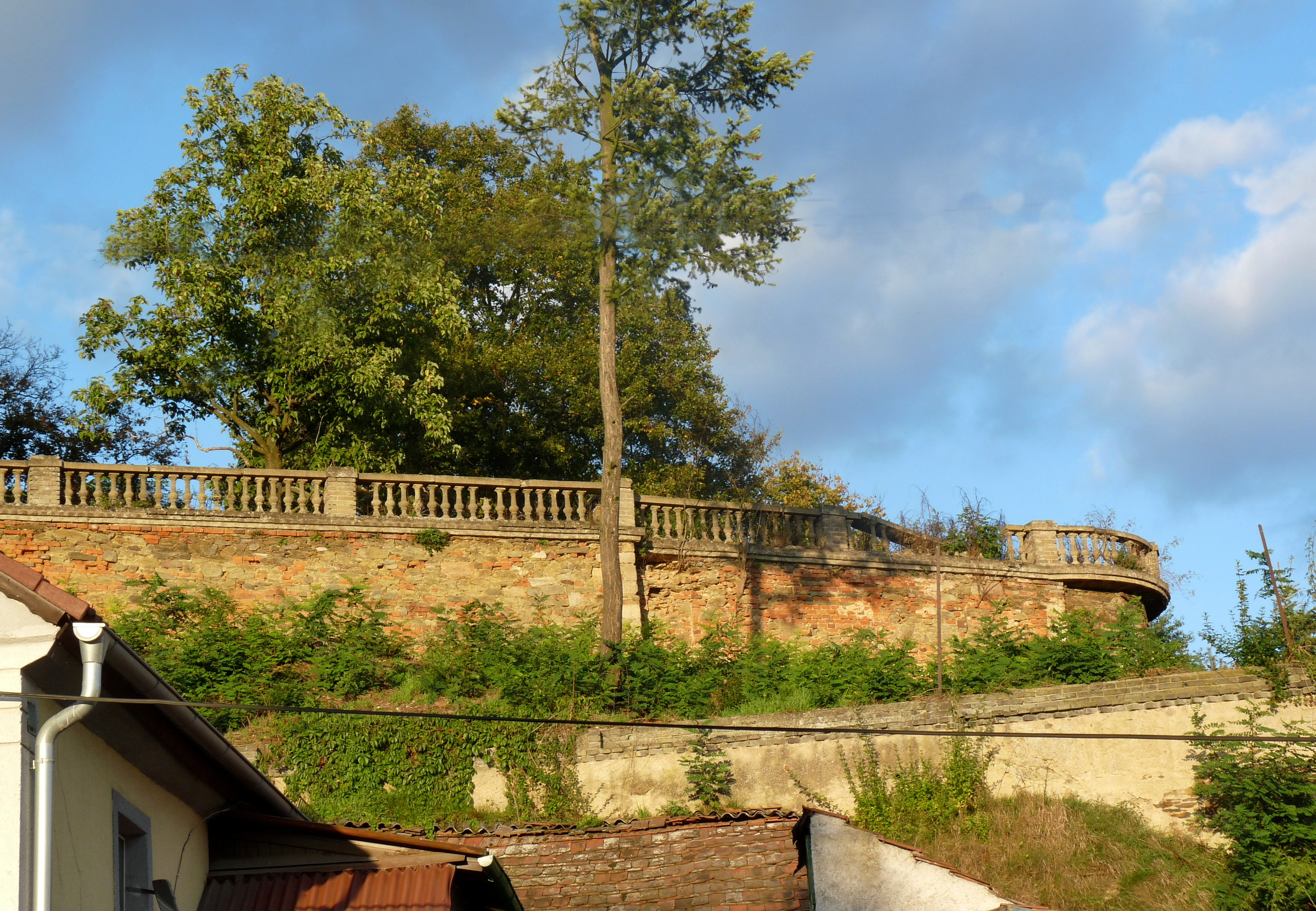
Terrasse im Schlossareal

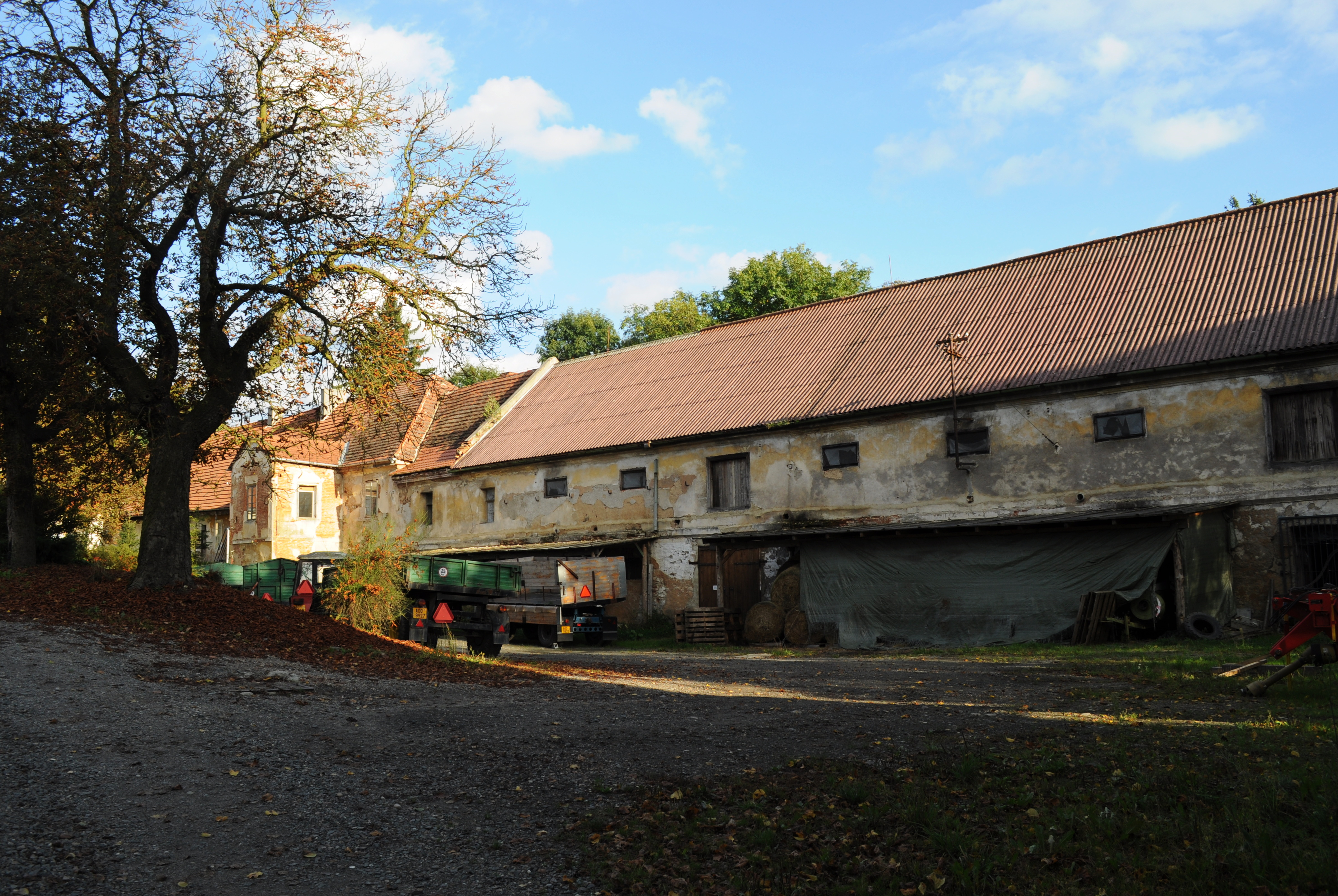
Meierhof

Chříč, bis 1924 auch Křič (deutsch Krzicz, 1939–1945 Kreitsch) ist eine Gemeinde in Tschechien. Sie liegt zwölf Kilometer östlich von Kralovice und gehört zum Okres Plzeň-sever.

## Geographie
Chříč befindet sich am Oberlauf des Baches Chříčský potok im Kralowitzer Hügelland (Kralovická pahorkatina). Nordöstlich erstreckt sich das Landschaftsschutzgebiet Křivoklátsko, südlich der Naturpark Horní Berounka. Gegen Süden liegt das tief eingeschnittene Tal der Berounka. Nördlich erhebt sich Dubenčice (445 m), im Nordosten die Marta (406 m), östlich der Dubensko  (414 m), im Süden der Hamouz (470 m), westlich der Úvoz (438 m). Durch Chříč führt die Staatsstraße II/201 zwischen Kralovice und Roztoky.
Nachbarorte sind V Háji, Slatina, Machův Mlýn und Lhota im Norden, Marek, Polanec, Kubův Mlýn, Modřejovice, Slabce, Sadlno und Újezdec im Nordosten, Hřebečníky, Čertovec und Kostelík im Osten, Kočkův Mlýn, Hradiště, Dubjanský Dvůr, Pod Dubjany, Dubensko, Zvíkovec und Podmokly im Südosten, Hamouz, Dolany, Sádky, Chlum und Studená im Süden, Hlince, Krašov, Rohy, Baborův Mlýn, Brodský Mlýn und Brodeslavy im Südwesten, Všehrdy, Holovousy und Černíkovice im Westen sowie Kožlany, Hedčany, Hedečko, Cukrovic Mlýn, Březsko, Břežany und Uhrovic Mlýn im Nordwesten.

## Geschichte
Chříč entstand wahrscheinlich in der Mitte des 11. Jahrhunderts im Zuge der Binnenkolonisation Böhmens unter Herzog Břetislav I. Dieser hatte im Jahre 1039 bei seinem zweiten Raubzug nach Polen die Piastenburg Gradec (tschechisch Hedč) belagert. Nach der Einnahme der Burg stellten sich die dorthin geflüchteten Bewohner der Gegend unter den Schutz Břetislavs, der sie mitsamt ihrem Vieh nach Böhmen mitnahm und im Waldgebiet Černý les bei Kralovice ansiedelte. Die Hedčané waren bis zum Beginn des 13. Jahrhunderts freie Siedler, im Jahre 1229 wurden ihre 25 Dörfer der Burg Křivoklát unterstellt.
Die erste urkundliche Erwähnung von Chříč erfolgte im Jahre 1318 unter den Gütern der Burg Krašov. Seit den 1380er Jahren gehörte das Gut zu den Pürglitzer Lehen. Nach dem durch König Ottokar II. Přemysl eingeführten Lehenssystem zur Gewährleistung des Schutzes der Burg Křivoklát waren die freien Untertanen zur Verteidigung der Burg verpflichtet oder hatten anderweitige Dienste zu leisten. Die mit Chříč belehnten Vasallen waren verpflichtet, nach Aufforderung des Burggrafen gerüstet auf Křivoklát zu erscheinen und sich seinen Befehlen zu unterziehen. Um 1420 wurde der Grundherr Absolon von Chříč zusammen mit seinem Bruder Žibřid zu einem Anhänger der Lehre von Jan Hus. Absolon von Chříč verkaufte das Gut 1437 an Otík von Šanov, der es zehn Jahre später an Sezema von Malšín veräußerte. Dieser errichtete in Chříč eine Feste. Am Übergang vom 15. zum 16. Jahrhundert wurde das Gut aus dem Pürglitzer Lehn entlassen. Zu den nachfolgenden Besitzern gehörten u. a. Wenzel Strojetický von Chříč und danach ab 1540 Ulrich Lažanský von Buggau (Oldřich Lažanský z Bukové). Letzterer ließ in den 1560er Jahren die Feste herrichten und einen neuen Meierhof anlegen.
Seine beiden Söhne Sebastian und Ulrich besaßen das väterliche Erbe zunächst gemeinsam, im Jahre 1567 teilten sie den Besitz. Das Gut Chříč mit der Feste, dem Meierhof und der Brauerei, dem aus 13 Anwesen einschließlich einer Mühle bestehenden Dorf Chříč, dem Dorf Lhota sowie einem Anteil von Hlince fiel dabei Sebastian Lažanský von Buggau zu. Nach dem Tode seines Bruders Ulrich fiel ihm dessen Gut Dubian mit Studena wieder zu. 1585 verkaufte Sebastian Lažanský beide Güter wegen Überschuldung an Johann Teyrzowsky von Ensiedl (Jan Týřovský z Enzidle) und machte Břesko zu seinem Sitz. Im Jahre 1604 verkaufte er auch das Gut Břesko mit den Dörfern Břesko, Hlince und Lhota an Johann Teyrzowsky. Dessen Sohn, der Rakonitzer Kreishauptmann Heinrich Jakob Teyrzowsky von Ensiedl, vererbte 1618 die Güter Křič, Kožlan, Břesko  und Dubian  seinem Sohn Johann. Dieser verkaufte die Güter 1621 an Bohuslaw Georg Kolowrat-Krakowsky auf Schippen und Schösselhof. Im Jahre 1645 gehörten sämtliche Güter Hermann Warlich von Bubna. Während des Dreißigjährigen Krieges wurde die Gegend verwüstet, die Dörfer Břesko, Dubian und Dolan erloschen. Nachfolgende Besitzer waren ab 1650 Adam Heinrich Teyrzowsky von Ensiedl, ab 1665 der Rakonitzer Kreishauptmann Adalbert Ignaz Teyrzowsky von Ensiedl und ab 1695 dessen Sohn Wilhelm Freiherr Teyrzowsky von Ensiedl. Im Jahre 1713 veräußerten die Brüder Teyrzowsky von Ensiedl die Herrschaft Křič für 211.000 Gulden an Wenzel Josef Lažanský von Bukowa auf Manetin. Dieser kaufte im selben Jahre noch vom Prager Domkapitel St. Veit das Gut Tschistay hinzu und vereinigte es mit der Herrschaft Křič. 1715 erbten seine Witwe Marie Gabriele und die Söhne Maximilian Wenzel und Karl Josef Lažanský den Besitz. Křič blieb im Besitz der Witwe, diese starb 1758 als Oberin des Reichsstiftes adeliger Fräulein in der Neustadt Prag und hinterließ eine Hälfte der verschuldeten Herrschaft dem Stift. Die andere Hälfte wurde auf Antrag ihrer Gläubiger zwangsversteigert; da sich dafür jedoch kein Interessent fand, fiel sie den Lažanskýschen Erben zu, die sie 1764 dem Fräuleinstift, das später den Namen k. k. freiweltadeliges Damenstift zu den heiligen Engeln in der Altstadt Prag erhielt, verkauften. Die Schlosskapelle des hl. Johannes von Nepomuk wurde 1785 anstelle der Kirche St. Peter und Paul in Dolan zur Lokalie der Pfarre Kožlan erhoben. Während der Josephinischen Reformen wurde die Herrschaft im Jahre 1787 an das Prager Theresianum angeschlossen, 1791 ging sie an das Damenstift zurück. 1820 wurde der Südflügel des Schlosses durch einen Brand zerstört.
Im Jahre 1843 umfasste die Herrschaft Křič eine Nutzfläche von 16.995 Joch 610 Quadratklafter. Auf ihrem Terrain lebten 7161 überwiegend tschechischsprachige Personen; die im nördlichen Teil der Herrschaft gelegenen Dörfer Křekowitz, Nedowitz, Tlesko, Waclaw und Röscha waren deutschsprachig. Erwerbsquelle der Bewohner bildete vor allem die Landwirtschaft und der Obstbau. Die Obrigkeit bewirtschafte die zehn Meierhöfe Křič, Schippen, Schösselhof, Waclaw, Dubian, Břesko, Hedečko, Strachowitz, Neuhof (Nový Dvůr) und Ptič, an die mit Ausnahme von Dubian, Strachowitz und Neuhof Schäfereien angeschlossen waren. Die Wälder mit einer Fläche von 4188 Joch 1373 Quadratklafter waren in die Forstreviere Schösselhof, Strachowitz und Křič eingeteilt. Die größten Gewerbebetriebe waren das Vitriolwerk von Wenzel Wlach bei Křič, die Kunstgips- und Teerbrennerei von Ferdinand Hildprandt von und zu Ottenhausen sowie zwei obrigkeitliche Pottaschensiedereien in Křič und Tschistay.
Zur Herrschaft Křič gehörten das untertänige Städtchen Kožlan, der untertänige Markt Tschistay, die Dörfer Křič, Lhota, Studena, Hlintsch, Holofaus, Slatina, Hečan (Hedčany), Miličow, Welbowitz, Křekowitz, Břežan, Schippen, Schösselhof, Nedowitz, Tlesko, Třiman, Watzlaw und Röscha. Das Dorf Křič, auch Krič, Křitz bzw. Křitsch geschrieben, bestand aus 46 Häusern mit 465 Einwohnern. Unter herrschaftlichem Patronat standen die Lokalkirche des hl. Johannes von Nepomuk und die Schule. Im Ort gab es außerdem ein obrigkeitliches Schloss mit den Wohnungen des Amtsdirektors und des Lokalisten, einen dominikalen Meierhof mit Schäferei, ein dominikales Bräuhaus, ein dominikales Branntwein- und Flusshaus, ein dominikales Jägerhaus und ein Wirtshaus. Abseits lagen das obrigkeitliche Hegerhaus Beim Marek und bei diesem das Vitriolwerk von Wenzel Wlach. Křič war Pfarrort für Lhota, Studena, Hlintsch, Holofaus und Slatina.
Bis zur Mitte des 19. Jahrhunderts war Křič das Amtsdorf der gleichnamigen Herrschaft.
Nach der Aufhebung der Patrimonialherrschaften bildete Křič / Krzicz ab 1850 mit der Einschicht Kubův Mlýn eine Gemeinde im Gerichtsbezirk Kralowitz. Die Lokalie wurde 1858 zur Pfarrei erhoben. 1868 wurde Křič dem Bezirk Kralowitz zugeordnet. Das Dorf bildete zu dieser Zeit ein kleines ländliches Zentrum mit Pfarre, Schule, Post, Brauerei, Brennerei, einem Bergwerk und einigen Handwerksbetrieben. Die Antimonerzgrube wurde 1886 stillgelegt. Chříč wurde seit dem Ende des 19. Jahrhunderts alternativ zu Křič als amtlicher Name verwendet. Im Jahre 1906 verkaufte das Freiweltadelige Damenstift zu den heiligen Engeln die Grundherrschaft Chříč für 2,2 Mio. Gulden an Stephan von Götzendorf-Grabowski, der sie 1910 an Gustav Fischer veräußerte. Im Jahre darauf erwarb Karel Černohorský die Güter. 1924 wurde Chříč zum amtlichen Ortsnamen erklärt. Mit dem Verfall der Damenstiftlichen Grundherrschaft verlor Chříč seine Bedeutung. Anschließend wechselten die Besitzer des Gutes in rascher Folge. František Pokorný, der das Gut Chříč 1931 erworben hatte, wurde nach dem Zweiten Weltkrieg von den Kommunisten enteignet. In dieser Zeit verlor Chříč seine Bedeutung als Unterzentrum; neben der Brauerei und der Brennerei erloschen auch die privaten Handwerksbetriebe; die meisten Bewohner waren danach in der Land- und Forstwirtschaft beschäftigt. Der Dorfteich wurde in dieser Zeit zugeschüttet. 1949 wurde das Dorf in den neugebildeten Okres Plasy überwiesen. Nach der Aufhebung des Okres Plasy wurde Chříč 1960 dem Okres Plzeň-sever zugeordnet. 1961 erfolgte die Eingemeindung von Hlince, Holovousy, Lhota, Slatina und Studená. Am 24. November 1990 lösten sich Hlince, Holovousy und Slatina, am 1. Jänner 1994 auch Studená, wieder von Chříč los und bildeten eigene Gemeinden. Chříč ist Mitglied der Mikroregion Kralovicko.

## Gemeindegliederung
Die Gemeinde Chříč besteht aus den Ortsteilen Chříč (Kreitsch) und Lhota. Das Gemeindegebiet gliedert sich in die Katastralbezirke Chříč und Lhota u Chříče. Zu Chříč gehören außerdem die Siedlung Podskalí sowie die Einschichten V Háji, Machův Mlýn, Marek, Dubensko, Dubjanský Dvůr, Pod Dubjany und Kubův Mlýn.

## Sehenswürdigkeiten
- Das Schloss Chříč entstand in der zweiten Hälfte des 16. Jahrhunderts als Renaissancebau anstelle einer 1447 errichteten Feste und wurde 1766–1768 umgebaut. Beim Brand von 1820 wurde einer der drei Flügel zerstört und später abgetragen. Erhalten blieb der nordwestliche Teil einschließlich der Kirche und Schule. Zu dem heute verfallenen Schloss gehört ein Park und ein Wirtschaftshof.
- Kirche des hl. Johannes von Nepomuk, die 1767 erbaute ehemalige Schlosskapelle wurde 1785 anstelle der Kirche St. Peter und Paul in Dolany zur Lokalie erhoben. Der Eingangsbereich mit dem Turm wurden in der zweiten Hälfte des 19. Jahrhunderts angebaut. Nach dessen Fertigstellung wurden 1878 die zwei großen Glocken aus der wüsten Kirche in Dolany nach Chříč verbracht, die alte Chříčer Glocke fand ihren neuen Platz im Glockenturm von Holovousy.
- Barocke Statue des hl. Johannes Nepomuk, östlich des Dorfes an einem Wegekreuz zwischen dem Schloss und dem Friedhof, geschaffen 1767
- 300-jähriger Ahorn am Hegerhaus
- Altes Schloss (Starý zámek), Mauerreste einer mittelalterlichen Feste auf einem Sporn über der Berounka südöstlich von Dubjanský Dvůr, sie wurde während der Hussitenkriege zerstört.
- Gedenksaal für Milada Šubrtová in der Gemeindebücherei im Gebäude der ehemaligen Kampelička (bäuerliche Darlehenskasse). Er wurde im Mai 2014 feierlich eröffnet.[7]
- Hügel Dubensko, an seiner Nordflanke befindet sich das gleichnamige Naturreservat mit einem der größten Eibenhaine des Landes.
- Museum des Alltags (Muzeum každodennosti) in der ehemaligen Brauerei.